# Amandine Ferrato
Amandine Ferrato, née le 21 mai 1981 à Montélimar est une sportive française de haut-niveau, spécialiste de trail.

## Biographie
Elle remporte la médaille d'argent en individuel et la médaille d'or par équipes aux Championnats du monde de trail 2017.
Elle crée Côte à Côte Coaching le 01 janvier 2019 pour développer son activité de coaching de vie, développement personnel et de mentorat en trail.
Elle termine 9ème du circuit mondial Golden Trail World Series 2019.

## Résultats
| no            | féminin            | Course                             | Longueur | Date              | Temps           |
| ------------- | ------------------ | ---------------------------------- | -------- | ----------------- | --------------- |
| 61e           | 4e                 | 23KM du Mont-Blanc                 | 23 km    | 28 juin 2025      | 2 h 41 min 5 s  |
| 19e           | Médaille d'or      | GRV, Grand Raid du Ventoux by UTMB | 28 km    | 27 avril 2025     | 2 h 20 min 16 s |
| Médaille d'or | Médaille d'or      | Trail Hermès                       | 32 km    | 6 avril 2025      | 2 h 34 min 30 s |
| 5e            | Médaille d'or      | Trail du Ventoux                   | 15 km    | 8 mars 2025       | 1 h 12 min 20 s |
| 7e            | Médaille d'argent  | Méribel Trail                      | 25 km    | 11 août 2024      | 2 h 59 min 49 s |
| Médaille d'or | Médaille d'or      | Course des Cascades                | 35 km    | 26 mai 2024       | 3 h 45 min 0 s  |
| 12e           | Médaille d'or      | Trail du Ventoux                   | 29 km    | 9 mars 2024       | 2 h 57 min 0 s  |
| 15e           | Médaille d'argent  | SkyBaume                           | 15 km    | 24 février 2024   | 1 h 28 min 13 s |
| 8e            | Médaille d'or      | Serre-Che Trail                    | 26 km    | 10 septembre 2023 | 2 h 57 min 0 s  |
| 154e          | 19e                | Sierre-Zinal                       | 31 km    | 12 août 2023      | 3 h 17 min 55 s |
| 13e           | Médaille d'or      | Gabizos Trail                      | 31 km    | 22 juillet 2023   | 3 h 53 min 0 s  |
| 41e           | Médaille d'or      | 23KM du Mont-Blanc                 | 23 km    | 24 juin 2023      | 2 h 30 min 33 s |
| Médaille d'or | Médaille d'or      | Grand Trail du Garlaban            | 26 km    | 26 mars 2023      | 2 h 40 min 19 s |
| Médaille d'or | Médaille d'or      | Foulée Croisienne                  | 21 km    | 19 février 2023   | 1 h 36 min 17 s |
| 14e           | Médaille d'or      | Ubaye Trail                        | 23 km    | 7 août 2022       | 2 h 11 min 0 s  |
| 8e            | Médaille d'or      | Trail de Mimet                     | 27 km    | 15 mai 2022       | 2 h 43 min 0 s  |
| 32e           | Médaille d'or      | Trail de la Galinette              | 25 km    | 30 janvier 2022   | 2 h 25 min 0 s  |
| 10e           | Médaille d'or      | Trail des Maures                   | 21 km    | 13 juin 2021      | 2 h 14 min 47 s |
| 6e            | Médaille d'or      | Grand Pomerolle                    | 27 km    | 8 mars 2020       | 2 h 41 min 43 s |
| 5e            | Médaille d'or      | Nîmes Urban Trail                  | 30 km    | 16 février 2020   | 2 h 11 min 30 s |
| 52e           | 16e                | Annapurna Trail GTWS Final         | 42 km    | 26 octobre 2019   | 8 h 35 min 49 s |
| 34e           | 4e                 | Pikes Peak Marathon                | 42 km    | août 2019         | 4 h 34 min 0 s  |
| 144e          | 15e                | Sierre-Zinal                       | 31 km    | août 2019         | 3 h 16 min 39 s |
| 104e          | 17e                | Dolomyths Run                      | 22 km    | 21 juillet 2019   | 2 h 41 min 6 s  |
| 43e           | 8e                 | Marathon du Mont-Blanc             | 42 km    | juin 2019         | 4 h 53 min 0 s  |
| 62e           | Médaille de bronze | Zegama-Aizkorri                    | 42 km    | juin 2019         | 4 h 47 min 0 s  |
| 16e           | Médaille d'or      | Lyon Urban Trail                   | 36 km    | avril 2019        | 2 h 52 min 0 s  |
| 57e           | 4e                 | Grand Trail des Templiers          | 78 km    | octobre 2018      | 8 h 34 min 0 s  |
| Médaille d'or | Médaille d'or      | Trail de Porquerolles              | 24 km    | septembre 2018    | 1 h 52 min 0 s  |
| 13e           | Médaille d'or      | Belle Ile en Trail                 | 83 km    | septembre 2018    | 7 h 55 min 0 s  |
| 61e           | 9e                 | Marathon du Mont-Blanc             | 42 km    | juin 2018         | 5 h 3 min 0 s   |
|               | 14e                | Penyagolosa Trails                 | 85 km    | 12 mai 2018       | 10 h 50 min 5 s |
| 9e            | Médaille d'or      | La Mascareignes                    | 64,6 km  | 21 octobre 2017   | 8 h 56 min 36 s |
| 57e           | Médaille de bronze | Orsières-Champex-Chamonix (OCC)    | 55 km    | 31 aout 2017      | 6 h 29 min 50 s |
| 83e           | Médaille de bronze | Sierre-Zinal                       | 31 km    | août 2017         | 3 h 9 min 0 s   |
| 36e           | Médaille d'argent  | Championnats du monde de trail     | 50 km    | 10 juin 2017      | 5 h 0 min 47 s  |
| 51e           | Médaille d'argent  | Marathon du Mont-Blanc             | 42 km    | juin 2016         | 4 h 57 min 0 s  |
| 4e            | Médaille d'or      | Ultra Trail de l'île de Madère     | 42 km    | avril 2016        | 4 h 2 min 0 s   |
| 69e           | 5e                 | Marathon du Mont-Blanc             | 42 km    | juin 2015         | 5 h 5 min 0 s   |

### Championnats du monde de trail
| Épreuve / Édition | Gerês 2016 | Badia Prataglia 2017 | Peñagolosa 2018 |
| Résultat final    | —          | Argent               | 14e             |

Légende :
- : première place, médaille d'or
- : deuxième place, médaille d'argent
- : troisième place, médaille de bronze
- — : n'a pas participé à cette épreuve